# Liste der Kunstwerke im öffentlichen Raum in Wien/Neubau
Diese Liste der Kunstwerke im öffentlichen Raum in Neubau enthält die im „Wien Kulturgut“ (digitalen Kulturstadtplan der Stadt Wien) gelisteten Kunstwerke im öffentlichen Raum (Public Art) im Bezirk Neubau.
Gedenktafeln und Gedenksteine sind in der Liste der Gedenktafeln und Gedenksteine in Wien/Neubau aufgeführt.

## Kunstwerke
| Foto |                 | Name                                                                      | Typ                       | Standort | Künstler         | Datierung         | Beschreibung | Metadaten                                                                                    |
| ---- | --------------- | ------------------------------------------------------------------------- | ------------------------- | --- | ---------------- | ----------------- | --- | -------------------------------------------------------------------------------------------- |
| ja   | Datei hochladen | Tell these people who I am (Vally Wieselthier) ID: 87343                  | Denkmäler                 | Augustinplatz Standort | Iris Andraschek  | 2012              | In Form eines Teppichmusters in den Gehsteig gefrästes Denkmal für Vally Wieselthier, Teil einer dreiteiligen Arbeit |                                                                                              |
| ja   | Datei hochladen | Hansi-Niese-Denkmal ID: 71042 HERIS-ID: 30468 Objekt-ID: 27213            | Denkmäler                 | Burggasse 2. In der Grünanlage beim Volkstheater. Standort                                                                               | Josef Müllner    | 1938              | Halbfigur der Schauspielerin Hansi Niese auf einem Steinsockel |                                                                                              |
| ja   | Datei hochladen | Dr.-Rudolf-Beer-Denkmal ID: 71044 HERIS-ID: 30469 Objekt-ID: 27214        | Denkmäler                 | Burggasse 2. Beim Volkstheater Standort                                                                                                  | Franz Pixner     | 2008              | Steinerne Halbfigur Rudolf Beers. Inschriften: Doktor Rudolf Beer, Direktor dieses Theaters fiel als Opfer des 3. Reiches im Fruehjahr 1938, sowie auf einer Metalltafel: Dr. Rudolf Beer Direktion 1924–1932 | Standort: Grünanlage                                                                         |
| ja   | Datei hochladen | Ferdinand Raimund ID: 43384 HERIS-ID: 30690 Objekt-ID: 27448              | Denkmäler                 | Ecke Neustiftgasse – Museumstraße, gegenüber Neustiftgasse 1 (Seitenfassade Volkstheater), vor Museumstraße 7 (Palais Trautson) Standort | Franz Vogl       | 1898              | Über der sitzenden Gestalt des Dichters Ferdinand Raimund erhebt sich die allegorische Figur der Poesie. | Standort: Weghuber-Park                                                                      |
| ja   | Datei hochladen | Pater Urban Loritz ID: 43387 HERIS-ID: 30685 Objekt-ID: 27443             | Denkmäler                 | gegenüber Urban-Loritz-Platz 7 Standort                                                                                                  |                  | 1901              | Bronzebüste des Schottenfelder Pfarrers Urban Loritz auf einem profilierten Granitsockel | Standort: Grünanlage, Bereich südlich der Westbahnstraße                                     |
| ja   | Datei hochladen | Hl. Petrus ID: 43385                                                      | Sakrale Kleindenkmäler    | Lazaristenkirche, zwischen Kaiserstraße 5 und 7 Standort                                                                                 |                  | um 1900           | Der in Form einer polychromen Statue dargestellte Heilige ist an seinem Attribut, dem Schlüssel, zu erkennen. | Standort: auf dem linken, zu Kaiserstraße 5 gelegenen, Eckpfeiler des Zaunes vor der Kirche  |
| ja   | Datei hochladen | Hl. Paulus ID: 43386                                                      | Sakrale Kleindenkmäler    | Lazaristenkirche, zwischen Kaiserstraße 5 und 7 Standort                                                                                 |                  | um 1900           | Die polychrome Steinfigur zeigt den Heiligen in nachdenklicher Pose mit Schwert und Buch. | Standort: auf dem rechten, zu Kaiserstraße 7 gelegenen, Eckpfeiler des Zaunes vor der Kirche |
| ja   | Datei hochladen | Tell these people who I am (Gisela von Camesina de San Vittore) ID: 87341 | Denkmäler                 | Lerchenfelderstraße 131 Standort | Iris Andraschek  | 2012              | In Form eines Teppichmusters in den Gehsteig gefrästes Denkmal für Gisela von Camesina de San Vittore, Teil einer dreiteiligen Arbeit |                                                                                              |
| ja   | Datei hochladen | Hl. Johannes von Nepomuk ID: 43391 HERIS-ID: 30459 Objekt-ID: 27204       | Sakrale Kleindenkmäler    | Museumsplatz, gegenüber Mariahilfer Straße 1 Standort                                                                                    |                  | 1770              | Die Steinfigur wurde anlässlich der Renovierung 1862 auf ein Postament mit neugotischem Dekor gestellt. | Standort: In Grünanlage                                                                      |
| ja   | Datei hochladen | I-weed, YOU-weed ID: 87311                                                | Kunst am Bau wandgebunden | Museumsplatz 1, Liftturm der Street Art Passage im MQ Standort                                                                           | Lois Weinberger  | 2013              | Installation, die auf die Graffiti und Tags im angrenzenden Stadtraum Bezug nimmt sowohl deren Schriftlichkeit als auch ihre wuchernden, rauschartigen Aspekte aufgreift und sie ins Kulturareal des MuseumsQuartiers hineinspiegelt. |                                                                                              |
| ja   | Datei hochladen | Johannes Nepomuk ID: 43650                                                | Sakrale Kleindenkmäler    | Neustiftgasse 16 Standort |                  |                   | Die barocke Statue des hl. Nepomuk aus dem 3. Viertel des 18. Jahrhunderts wurde nach einem Hochwasser 1862 hier im Schottendurchhaus aufgestellt (durch das Grundstück fließt der damals noch nicht eingewölbte Ottakringerbach) | Standort: Zwischen 1. und 2. Hof                                                             |
| ja   | Datei hochladen | Wiener Bankett der Menschenrechte und ihre HüterInnen ID: 109030          | Denkmäler                 | Platz der Menschenrechte Standort | Francoise Schein | 2017/2018         | Die Sitzgruppe besteht aus 5 Tischen und 10 Bänken. Auf den Tischen sind Fliesen mit Malerei und Siebdruck, auf denen die 30 Artikel der Menschenrechte präsentiert werden. Das Bankett durch eine Bodenarbeit in Form eines großen, roten Fragezeichens vervollständigt.                                                                                            |                                                                                              |
| ja   | Datei hochladen | Dreifaltigkeitssäule ID: 43390 HERIS-ID: 30022 Objekt-ID: 26747           | Sakrale Kleindenkmäler    | Sankt-Ulrichs-Platz, gegenüber Burggasse 33, zwischen Burggasse 22 und 24 Standort                                                       |                  | 1713              | Die Pestsäule bzw. Dreifaltigkeitssäule wurde am Chor der Ulrichskirche aufgestellt. Über dem Sockel befinden sich die Figuren des heiligen Rochus, des heiligen Sebastian und der Immaculata. Darüber erhebt sich auf einer Wolkenputtensäule eine Darstellung der heiligen Dreifaltigkeit. Flankiert wird die Säule von Figuren der heiligen Rosalia bzw. Barbara. | Standort: Am Chor der Ulrichskirche                                                          |
| ja   | Datei hochladen | Zierbrunnen ID: 43383                                                     | Brunnen                   | St.-Ulrichs-Platz, zwischen Neustiftgasse 27 und 31, gegenüber Neustiftgasse 22 Standort                                                 |                  | 2. Hälfte 19. Jh. | Der gusseiserne Brunnen ist als Säule auf einem polygonalen Podest mit zwei Masken, die Wasser in zwei halbrunde Becken speien, ausgeführt. Er trägt an der Basis über dem Becken die Aufschrift „Zach“. |                                                                                              |
| ja   | Datei hochladen | Tell these people who I am (Olly Schwarz) ID: 87342                       | Denkmäler                 | Stiftgasse 2 Standort | Iris Andraschek  | 2012              | In Form eines Teppichmusters in den Gehsteig gefrästes Denkmal für Olly Schwarz, Teil einer dreiteiligen Arbeit |                                                                                              |
| ja   | Datei hochladen | Bildstock (Hl. Josef) ID: 43397                                           | Sakrale Kleindenkmäler    | Vor der Klosterkirche der Töchter zum Göttlichen Heiland, Kaiserstraße 23 Standort                                                       |                  |                   | In die vorspringende Hauswand integrierter Tabernakelbildstock auf einem hohen Pfeiler; im Tabernakel befindet sich eine Skulptur des hl. Josef mit dem Jesuskind. | Standort: An der vorspringenden Hauswand                                                     |
| ja   | Datei hochladen | Hl. Ulrich ID: 43392                                                      | Sakrale Kleindenkmäler    | Vor der Ulrichskirche, gegenüber St.-Ulrichs-Platz 5 Standort                                                                            | Franz Seegen     | 2. Hälfte 18. Jh. | Die Statue zeigt den Heiligen im Bischofsornat; er hält als Attribut ein Buch mit einem Fisch darauf. | Standort: am Stiegenaufgang, Mitte links                                                     |
| ja   | Datei hochladen | Hl. Johannes von Nepomuk ID: 43393                                        | Sakrale Kleindenkmäler    | Vor der Ulrichskirche, gegenüber St.-Ulrichs-Platz 5 Standort                                                                            | Franz Seegen     | 2. Hälfte 18. Jh. | Figur des Heiligen mit Birett, Kreuz und Märtyrerpalme. | Standort: am Stiegenaufgang, rechts außen                                                    |
| ja   | Datei hochladen | Hl. Aloisius von Gonzaga ID: 43394                                        | Sakrale Kleindenkmäler    | Vor der Ulrichskirche, gegenüber St.-Ulrichs-Platz 5 Standort                                                                            | Franz Seegen     | 2. Hälfte 18. Jh. | Jünglingshafte Figur des Heiligen mit Kreuz und Lilie aus Stein | Standort: am Stiegenaufgang, Mitte rechts                                                    |
| ja   | Datei hochladen | Hl. Benedikt von Nursia ID: 43395                                         | Sakrale Kleindenkmäler    | Vor der Ulrichskirche, gegenüber St.-Ulrichs-Platz 5 Standort                                                                            | Franz Seegen     | 2. Hälfte 18. Jh. | Die Statue aus Stein stellt den Heiligen mit wallendem Bart dar; er hält ein Buch und einen Kelch mit Schlange als Attribute. | Standort: am Stiegenaufgang, links außen                                                     |
| ja   | Datei hochladen | Augustin-Brunnen ID: 43396 HERIS-ID: 30545 Objekt-ID: 27296               | Brunnen                   | Vor Neustiftgasse 32-34, Ecke Kellermanngasse Standort                                                                                   | Hans Scherpe     | 1908              | Die Figur des lieben Augustin erinnert an den Bänkelsänger und Sackpfeifer Marx Augustin, der im 17. Jahrhundert versehentlich in eine Pestgrube an dieser Stelle geworfen wurde. | Standort: In der Mitte der kleinen Platzanlage                                               |
| ja   | Datei hochladen | Anton-Wildgans-Denkmal ID: 71053                                          | Denkmäler                 | Weghuberpark. Museumsstraße, Lerchenfelder Straße. Standort                                                                              | Ferdinand Welz   |                   | Die Bronzebüste des Dichters Anton Wildgans wurde zu dessen 50. Todestag geschaffen und ruht auf einem Steinpfeiler. | Standort: Beim Eingang Lerchenfelder Straße.                                                 |
| ja   | Datei hochladen | György-Bessenyei-Denkmal ID: 71048                                        | Denkmäler                 | Weghuberpark. Museumsstraße, Lerchenfelder Straße Standort                                                                               | Tamás Fekete     | 1997              | Das Denkmal in Form einer Bronzebüste auf einer Steinsäule erinnert an den Gardeoffizier und Literat György Bessenyei (1747–1811), der als Erneuerer der ungarischen Sprache gilt. | Standort: Grünanlage                                                                         |
| ja   | Datei hochladen | Hesser-Denkmal ID: 43389 HERIS-ID: 30534 Objekt-ID: 27285                 | Denkmäler                 | Zwischen Neubaugürtel 1, Ecke Felberstraße und Neubaugürtel 14-16 Standort                                                               | Josef Tuch       | 1909              | Das Denkmal erinnert an ein Gefecht bei der Schwarzen Lackenau am 13. Mai 1809, bei dem den Truppen Napoléon Bonapartes der Übergang auf das linke Donauufer verwehrt wurde. | Standort: In der Grünanlage zwischen den Fahrbahnen                                          |